# Сієна

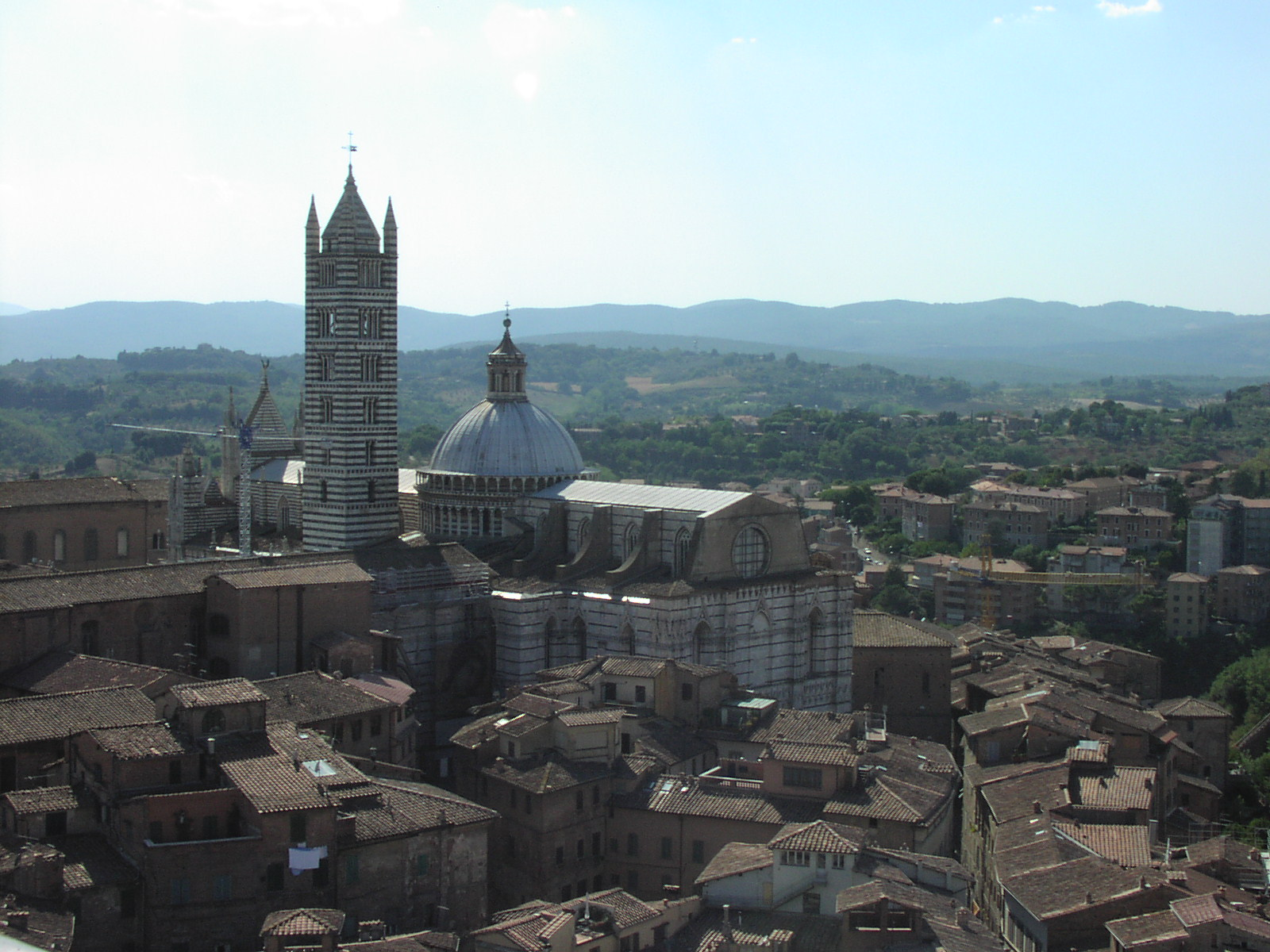

Сієна (італ. Siena) — місто в італійському регіоні Тоскана, адміністративний центр однойменної провінції, один з найбільших туристичних центрів Італії. У Середньовіччя — столиця Сієнської республіки, осередок мистецького життя епохи треченто. Добре збережений середньовічний центр Сієни охороняється ЮНЕСКО як пам'ятник Світової спадщини. У місті розташований один з найстаріших університетів Італії.
Покровителем міста вважається святий Ансан, святкування 1 грудня.
Сієна розміщена на відстані близько 190 км на північний захід від Рима, 55 км на південь від Флоренції.
Населення — 53 943 особи (2014).

## Історія
Докладніше Сієнська республіка

## Демографія
Населення за роками:

Станом на 1 січня 2023 року в муніципалітеті офіційно проживало 5135 іноземців з 123 країн, серед них 1140 громадян країн Євросоюзу та 323 громадяни України.

## Економіка
У Сієні розташована штаб-квартира одного з найбільших в Італії банків Banca Monte dei Paschi di Siena, який крім того є найстарішим діючим банком у світі (заснований у 1472 році в часи Сієнської республіки).

## Сієнська школа живопису

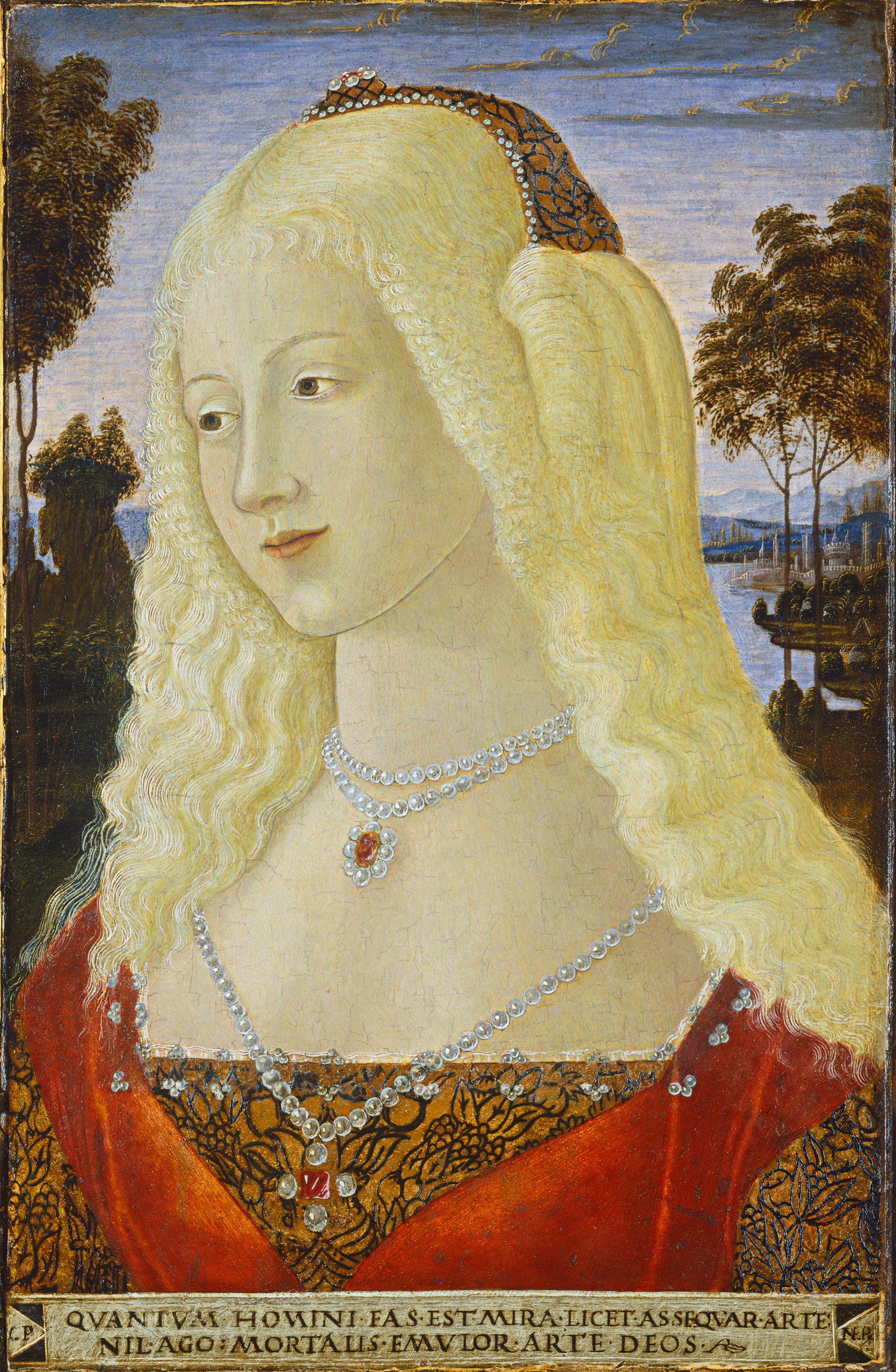
Нероччо де Ланді, «Невідома пані з Сієни», 1485 р., Національна галерея мистецтв, Вашингтон.

Відома в добу італійського середньовіччя художня школа, котра розквітла в міст Сієна в 13-15 ст. На ранньому етапі розвитку випереджала в розвитку і експериментальному характері уславлену флорентійську школу. Дала італійській середньовічній культурі низку талановитих представників, серед яких архітектори, скульптори (Нероччо де Ланді, Якопо делла Кверча), низку уславлених художників доби пізньої готики (Коппо ді Марковальдо, Дуччо ді Буонінсенья, Сімоне Мартіні), портретистів (Нероччо де Ланді, Пінтуріккьо). Розвиток художньої школи в Сієні був насильницькі обірваний через епідемію чуми, котра викосила більшість талановитих художників.

## Визначні місця та пам'ятки
- Собор
- П'яцца дель Кампо

## Особи, пов'язані з містом

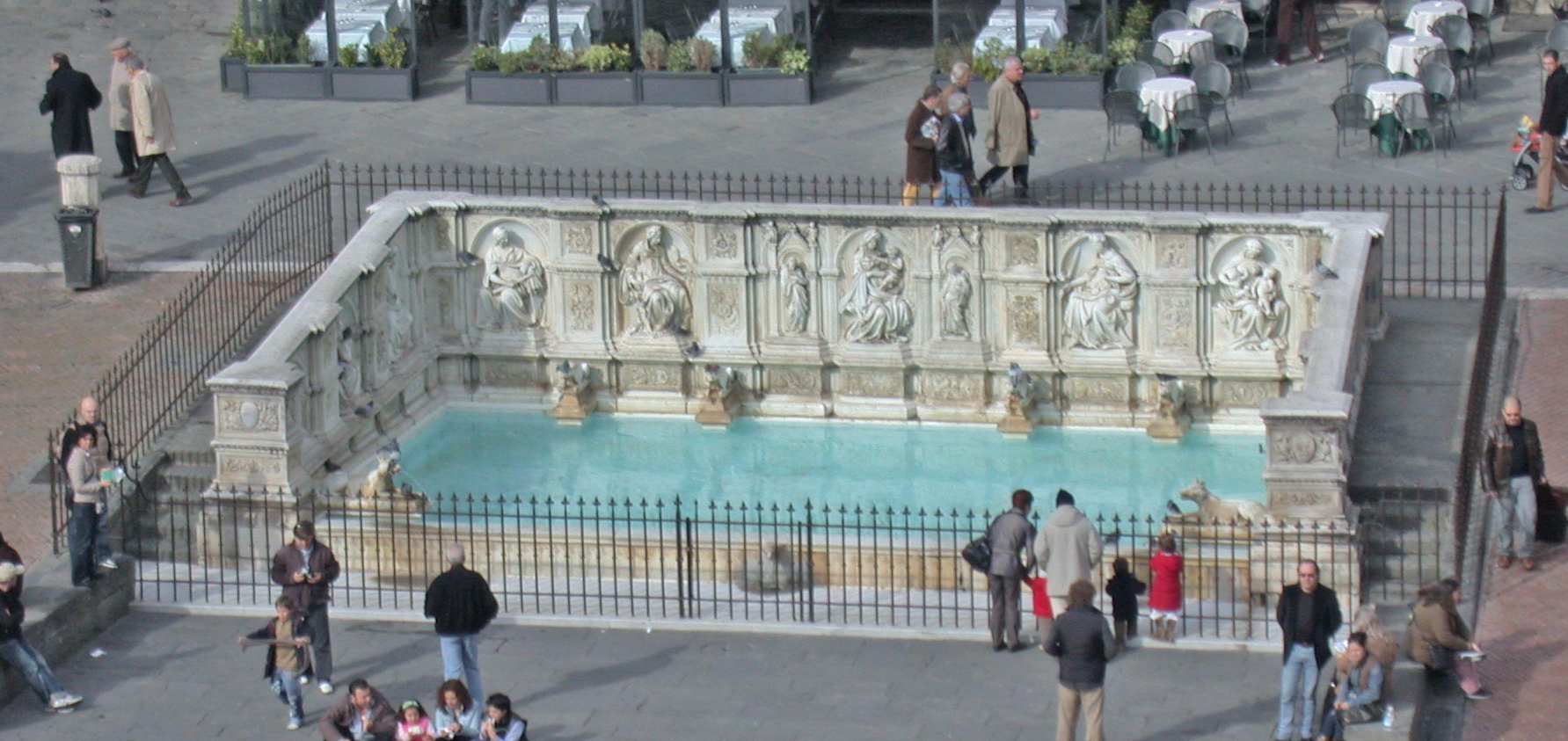
Скульптор Якопо делла Кверча, Сієна, п'яцца Кампо, «Джерело радості»

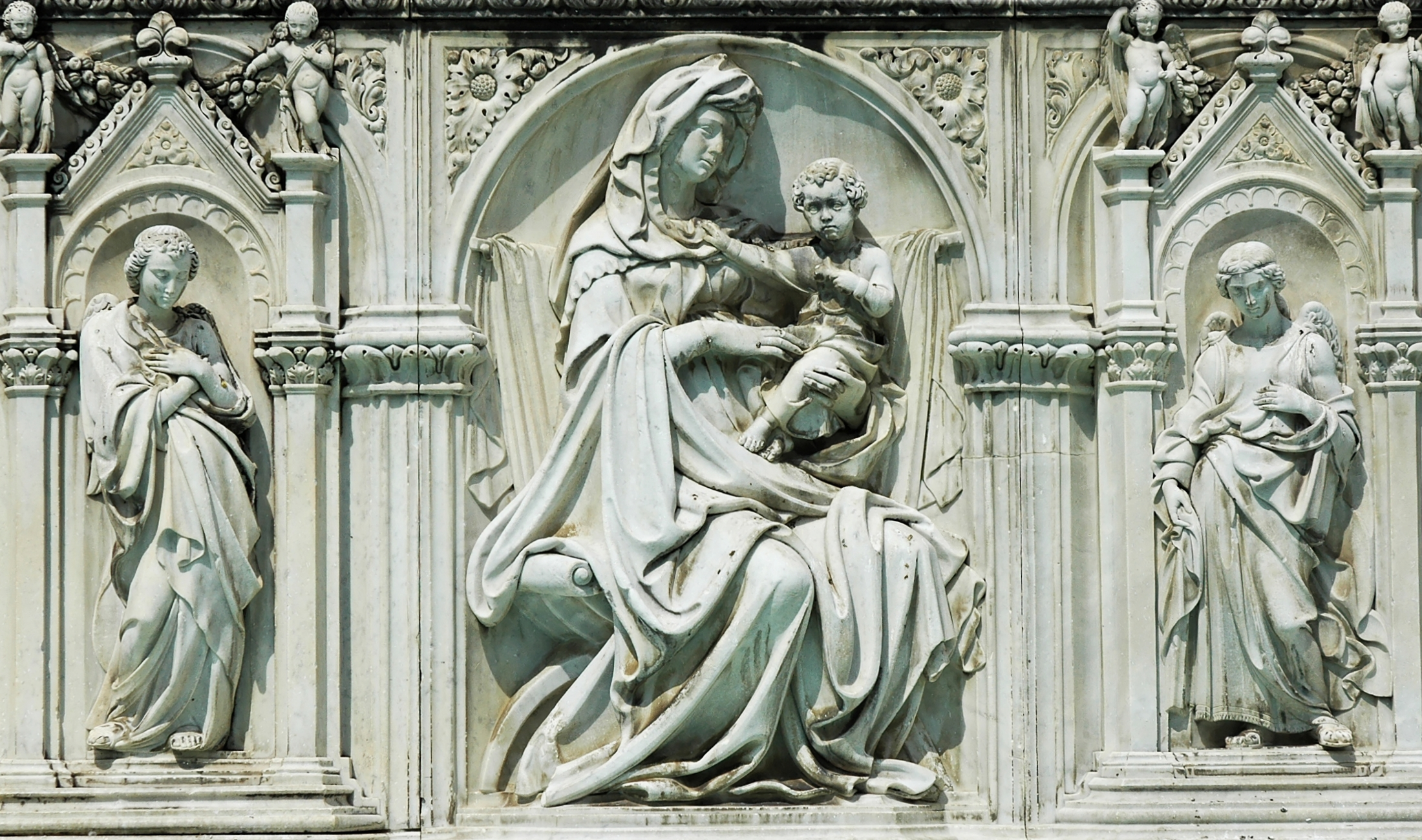
Панель фонтану Гайя, Сієна, центральна частина «Мадонна з немовлям і християнські чесноти»

- Коппо ді Марковальдо (бл. 1225—1275), готичний художник
- Гвідо да Сієна (працював в 1260—1290 рр.), готичний художник
- Дієтісальві ді Спеме (працював в 1250—1291 рр.), готичний художник
- Гвідо ді Граціано (працював в 1275—1299 рр.), готичний художник
- Дуччо або Дуччо ді Буонінсенья (бл. 1255—1319), готичний художник
- Амброджо Лоренцетті (1295—1348), готичний художник
- Сімоне Мартіні (бл. 1284—1344), готичний художник (іконописець)
- Сенья ді Бонавентура (працював в 1298—1326 рр.), художник
- Наддо Чекареллі (працював в 1330—1360), художник (іконописець)
- Андреа Ванні (1332—1414), готичний художник
- Доменіко ді Бартоло (бл. 1400—1445), художник (іконописець)
- Нероччо де Ланді (1447—1500), художник і скульптор
- Бернардино Фунгаї (1460—1516), художник
- Андреа дель Брешианіно (бл. 1485—1530), художник
- Доменіко Беккафумі (1486—1551), художник, мозаїчист, скульптор доби маньєризму
- Джованні Антоніо Баччі або Содома (1477—1549), художник
- Пінтуріккьо (1454—1513), художник-фрескіст
- Якопо делла Кверча (1371—1438), скульптор доби передвідродження
- Вентура Салімбені (бл. 1567—1613), художник
- Джанна Нанніні співачка

## Сусідні муніципалітети
- Ашано
- Кастельнуово-Берарденга
- Монтериджоні
- Монтероні-д'Арбія
- Совічилле

## Галерея

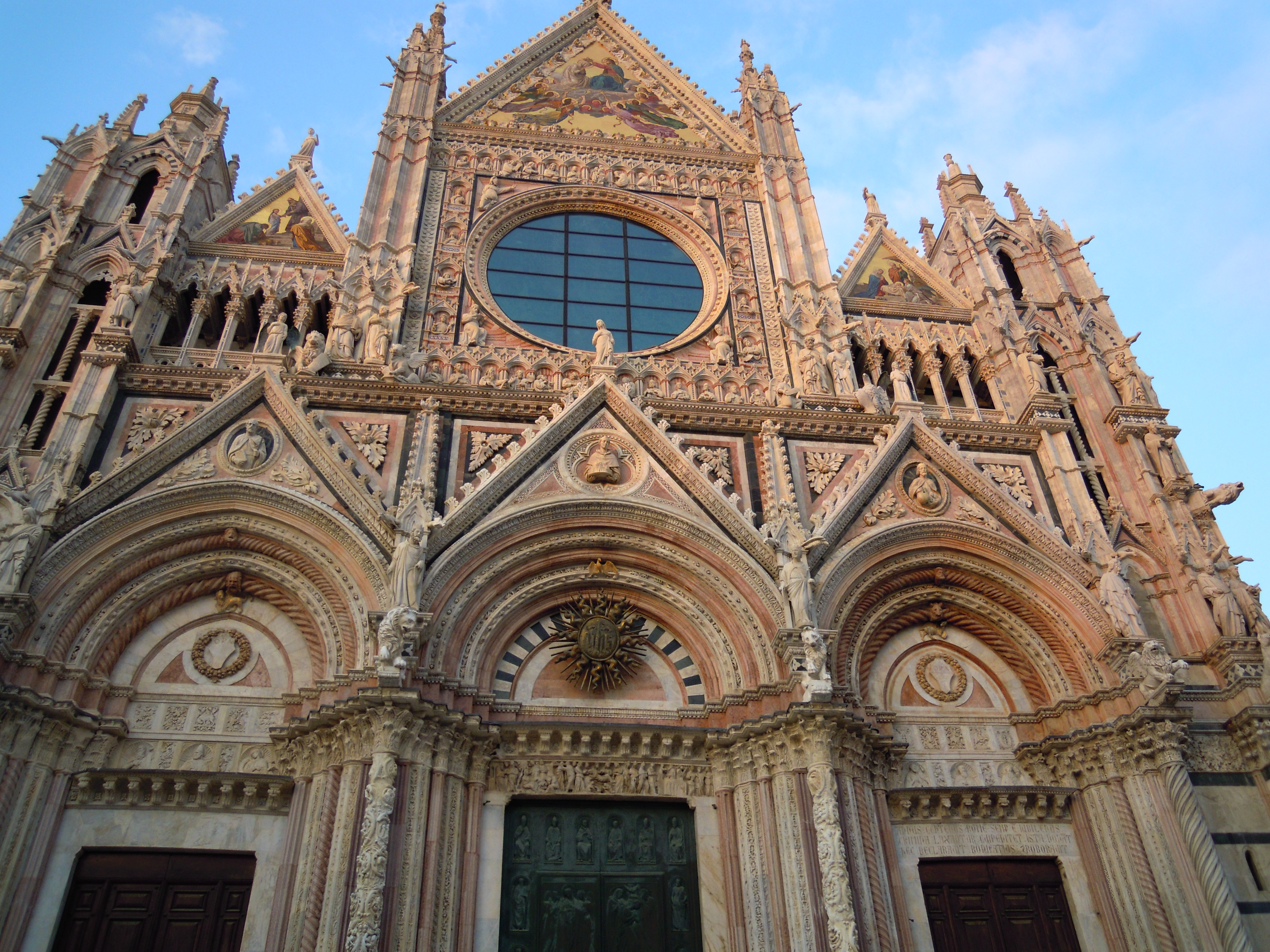
Катедральний собор, головний фасад
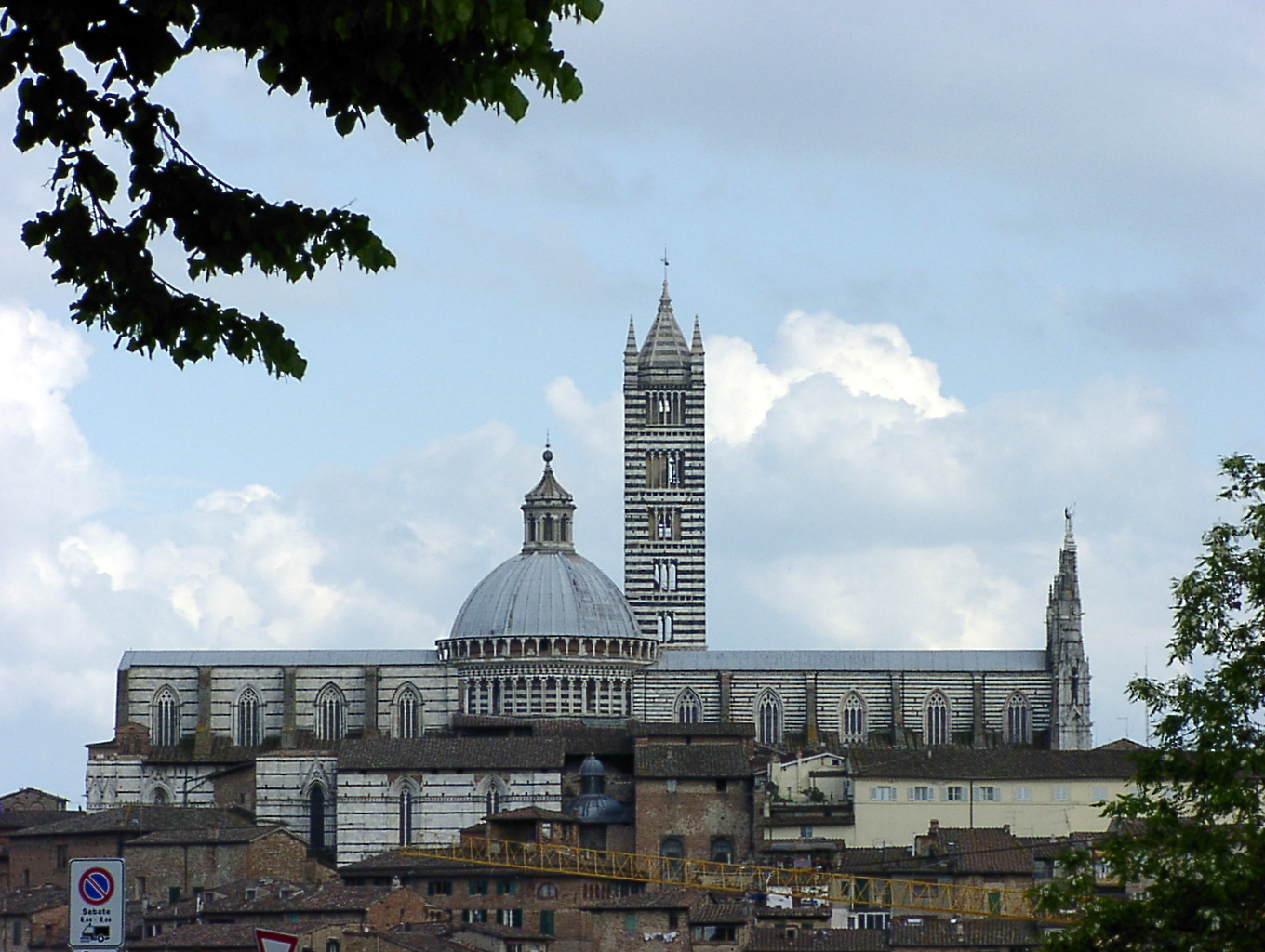
Катедральний собор в силуеті міста
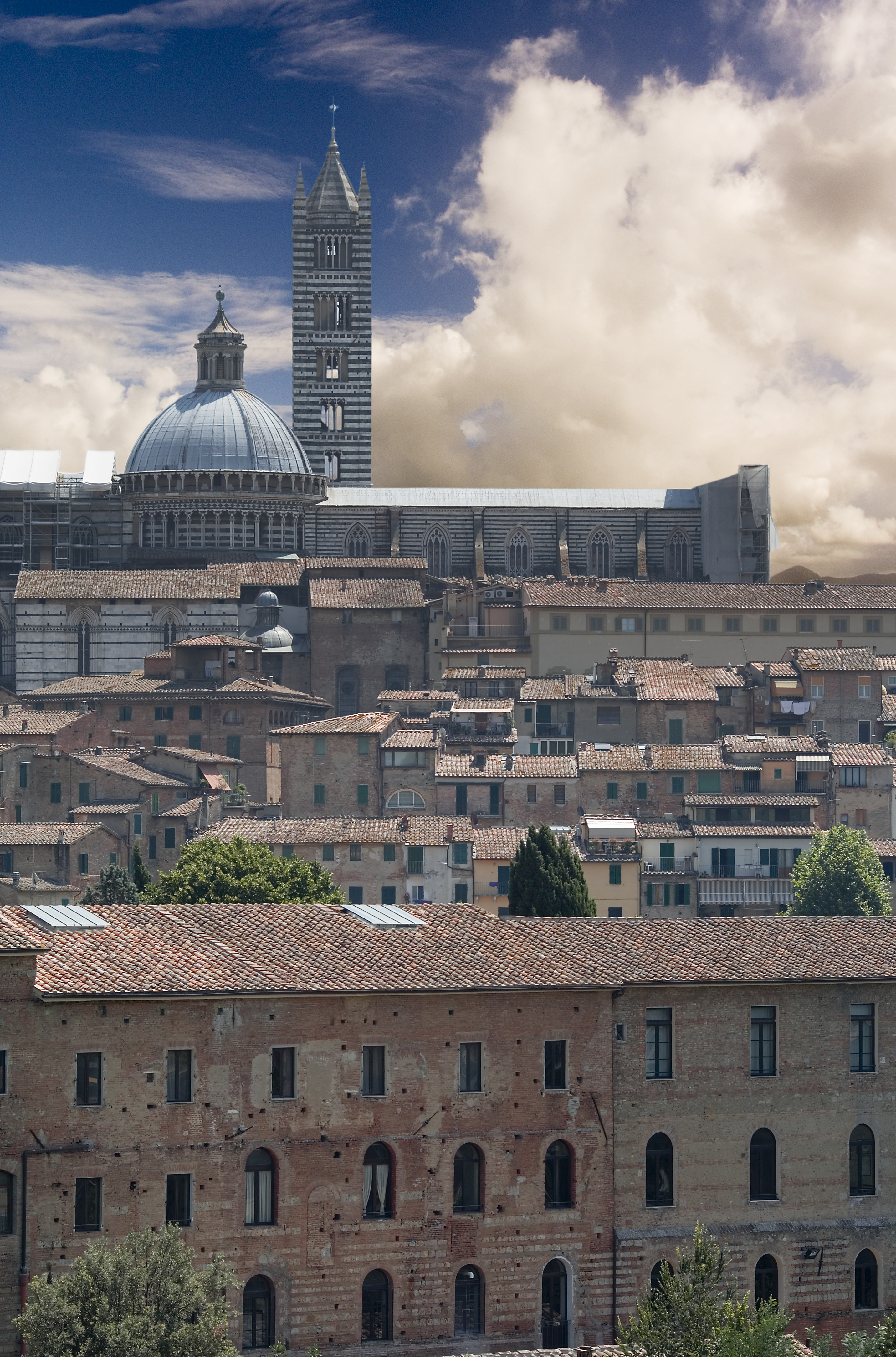
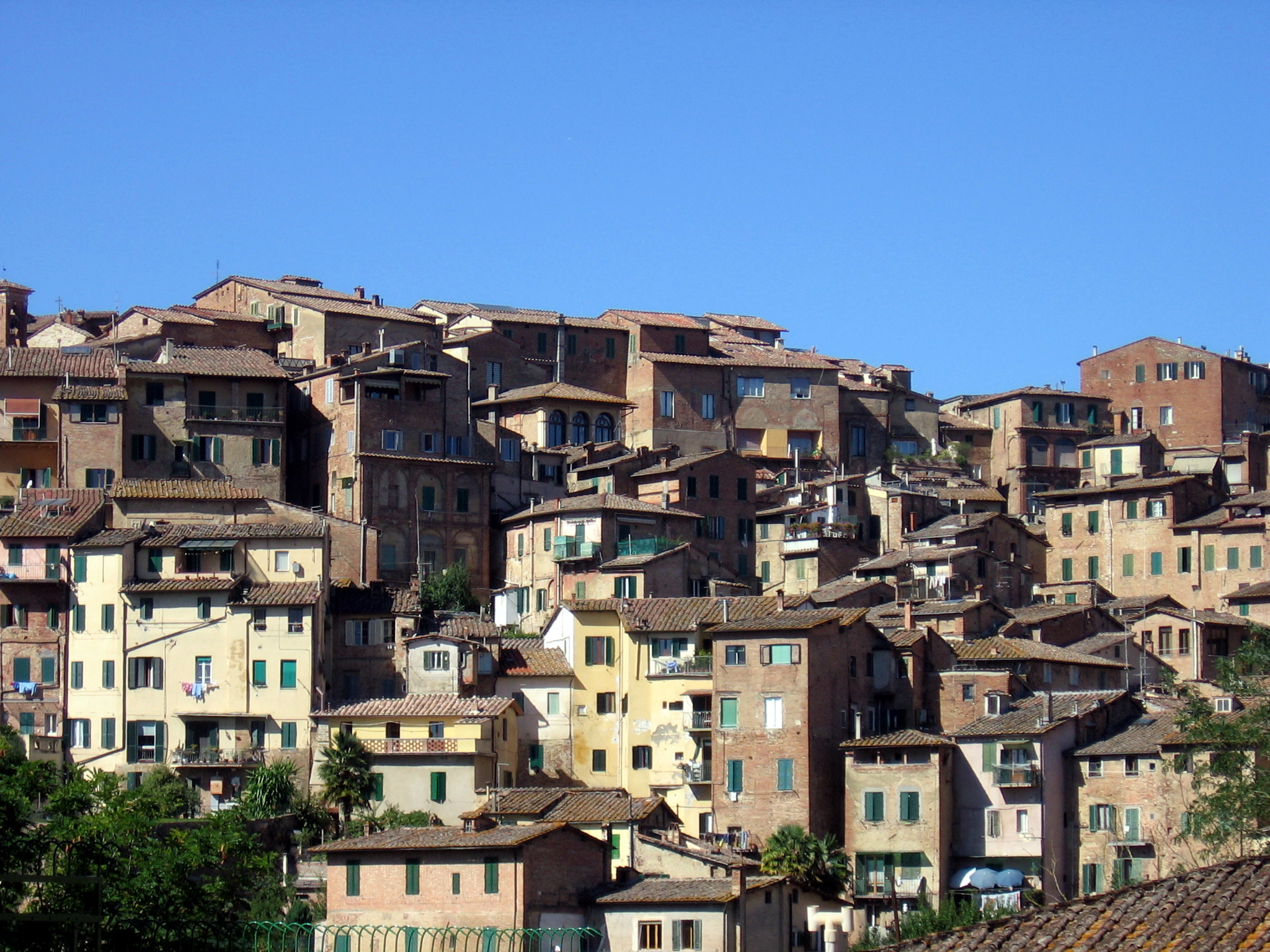
Пересічна забудова
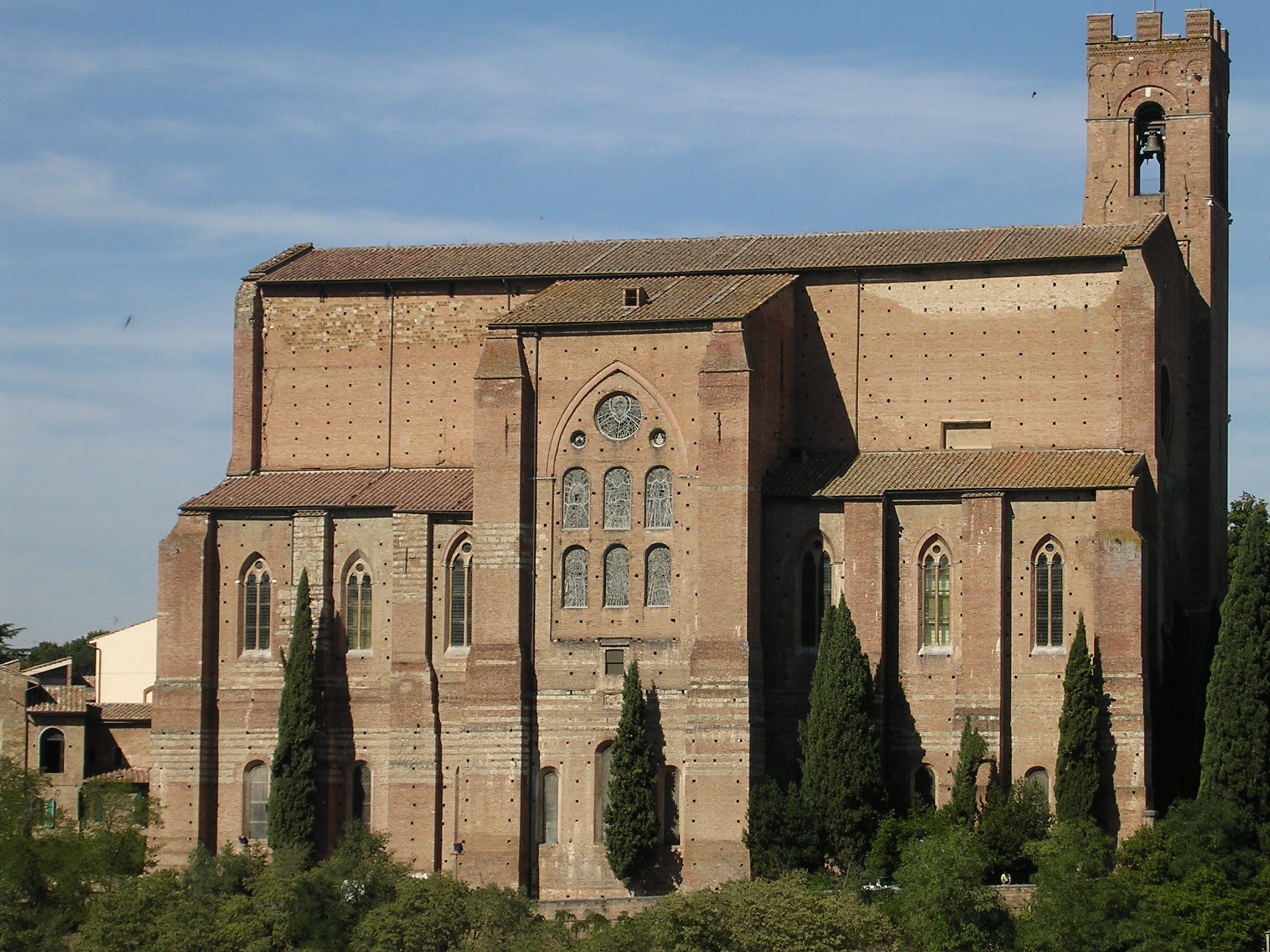
Базиліка Сан Доменіко, бічний фасад
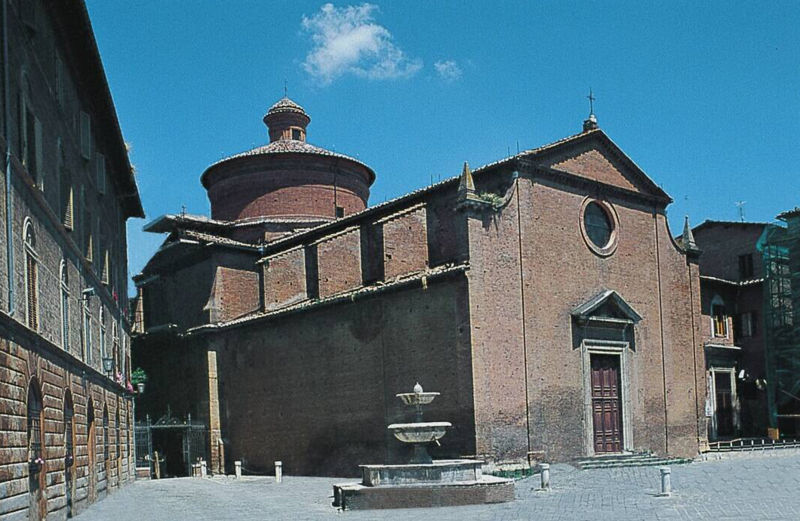
Церква Св. Духа
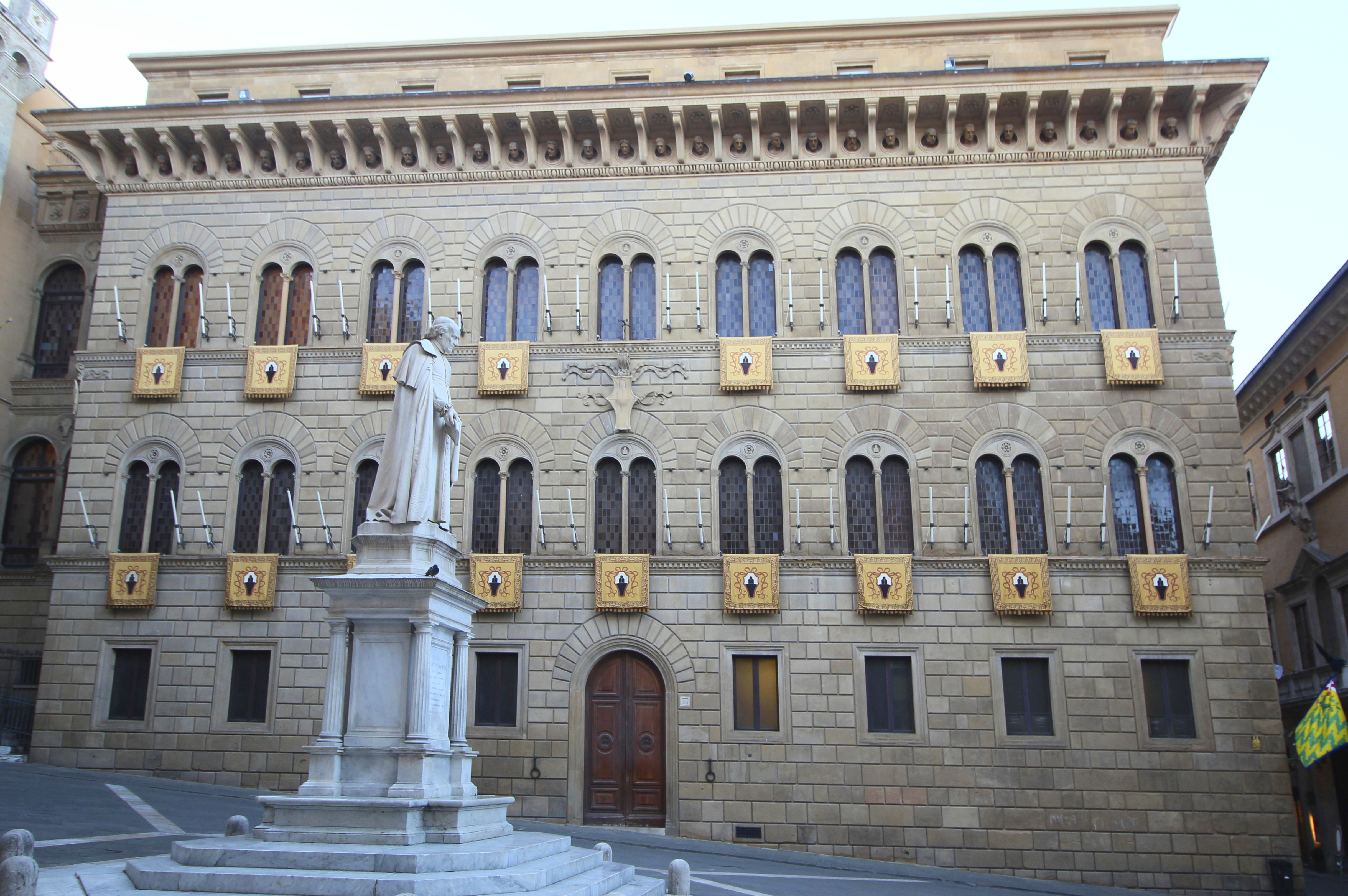
Палац Спаноккі
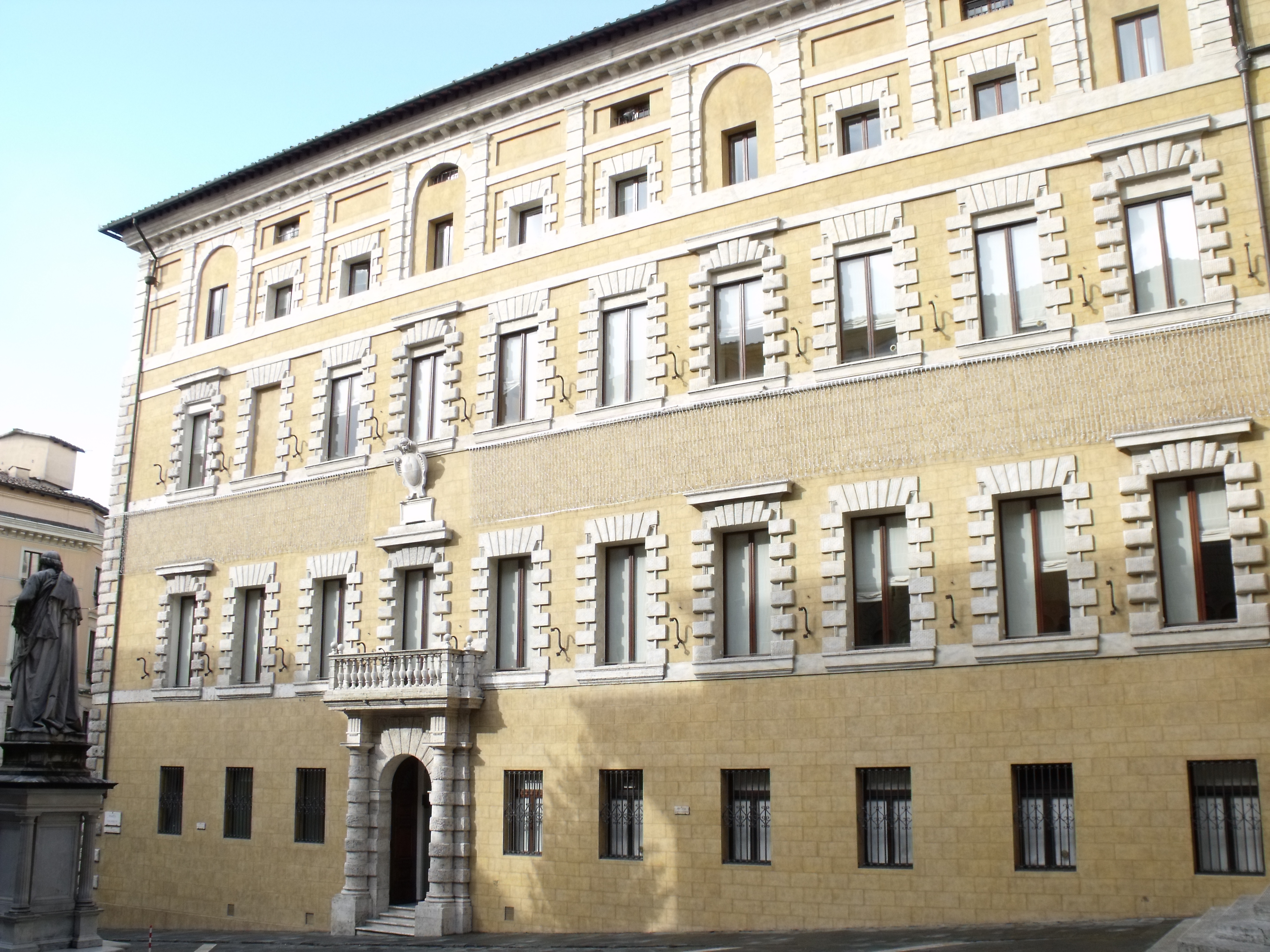
Палац Тантуччі
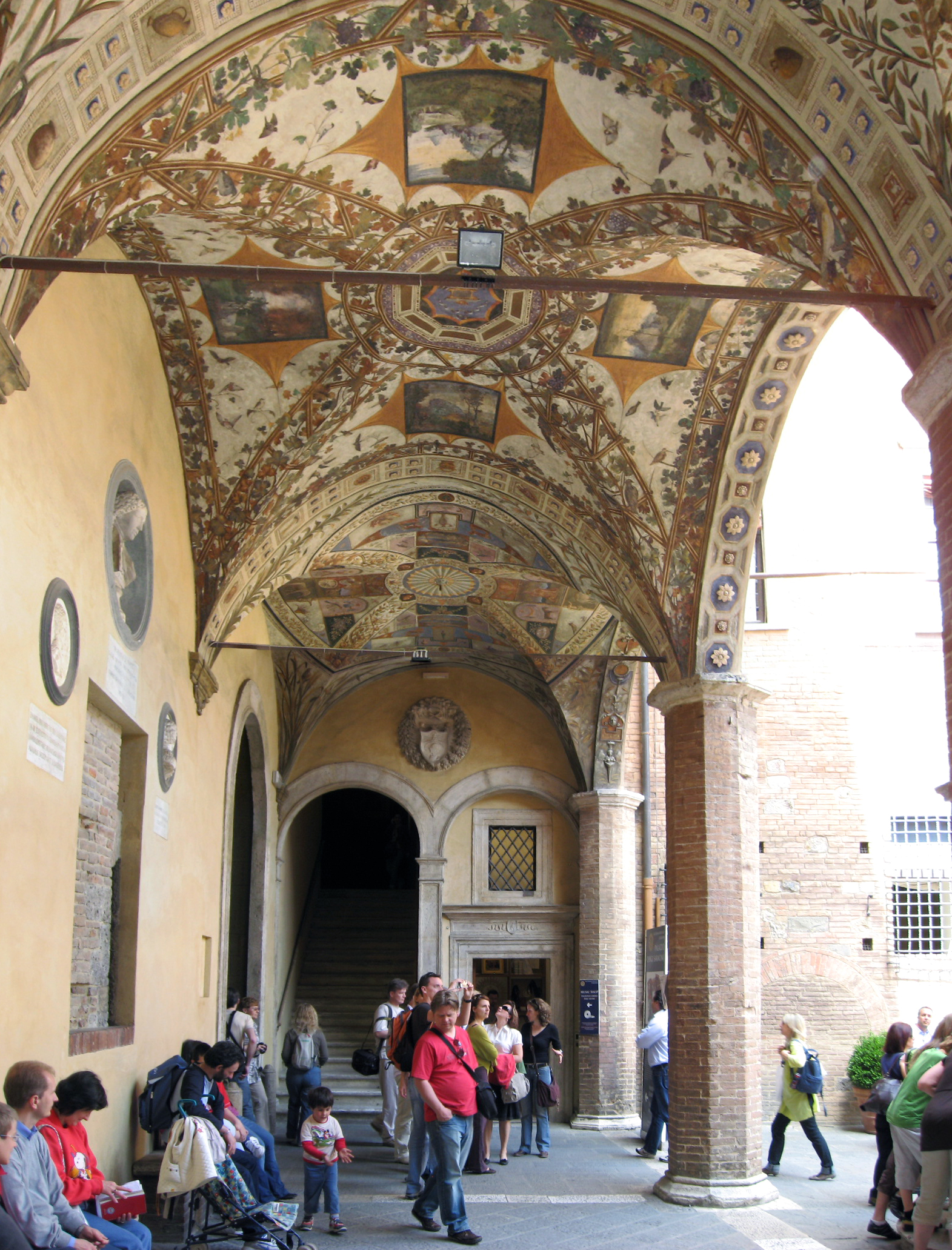
Палац Кіджи Сарачіні, лоджія
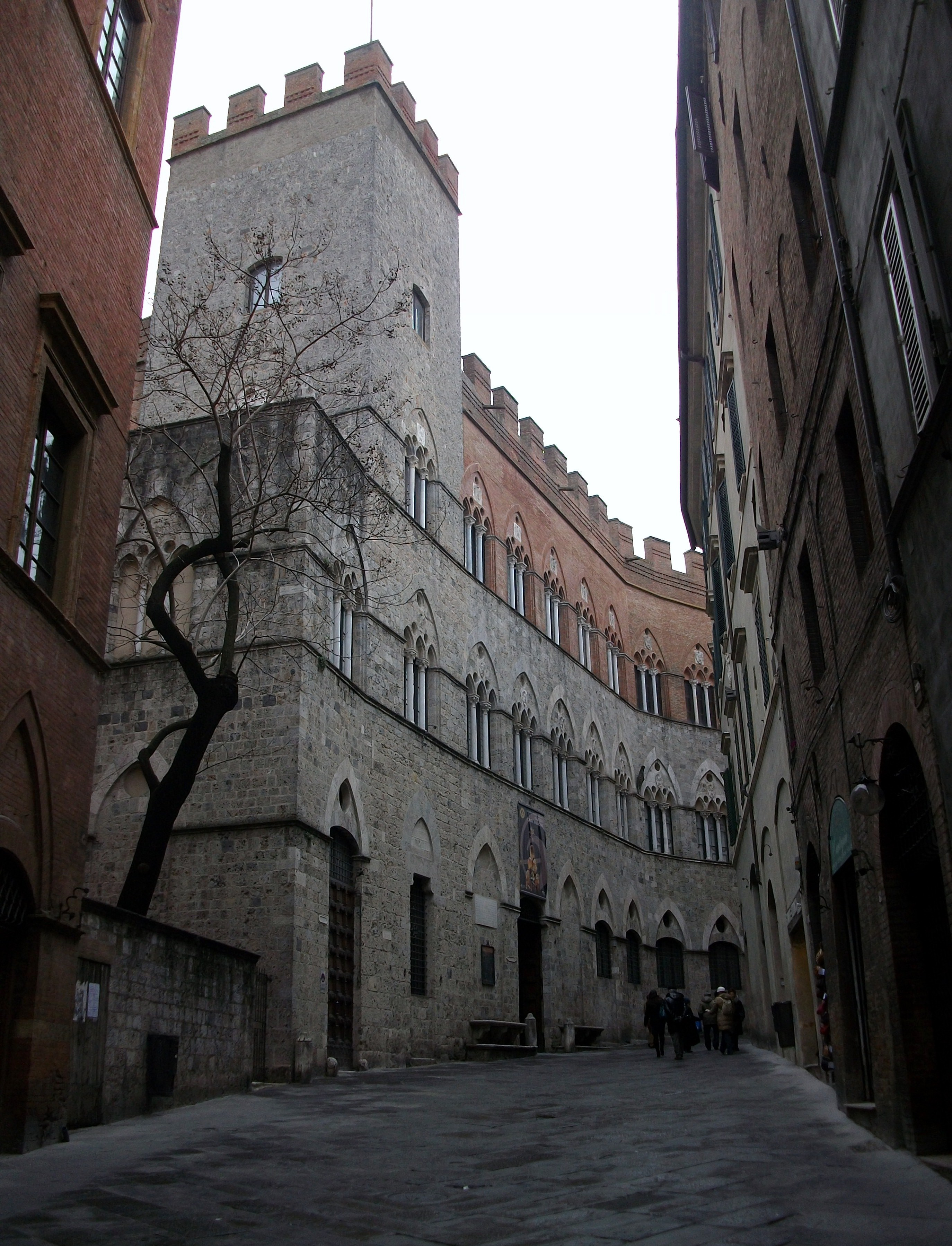
Палац Кіджи Сарачіні,вуличний фасад
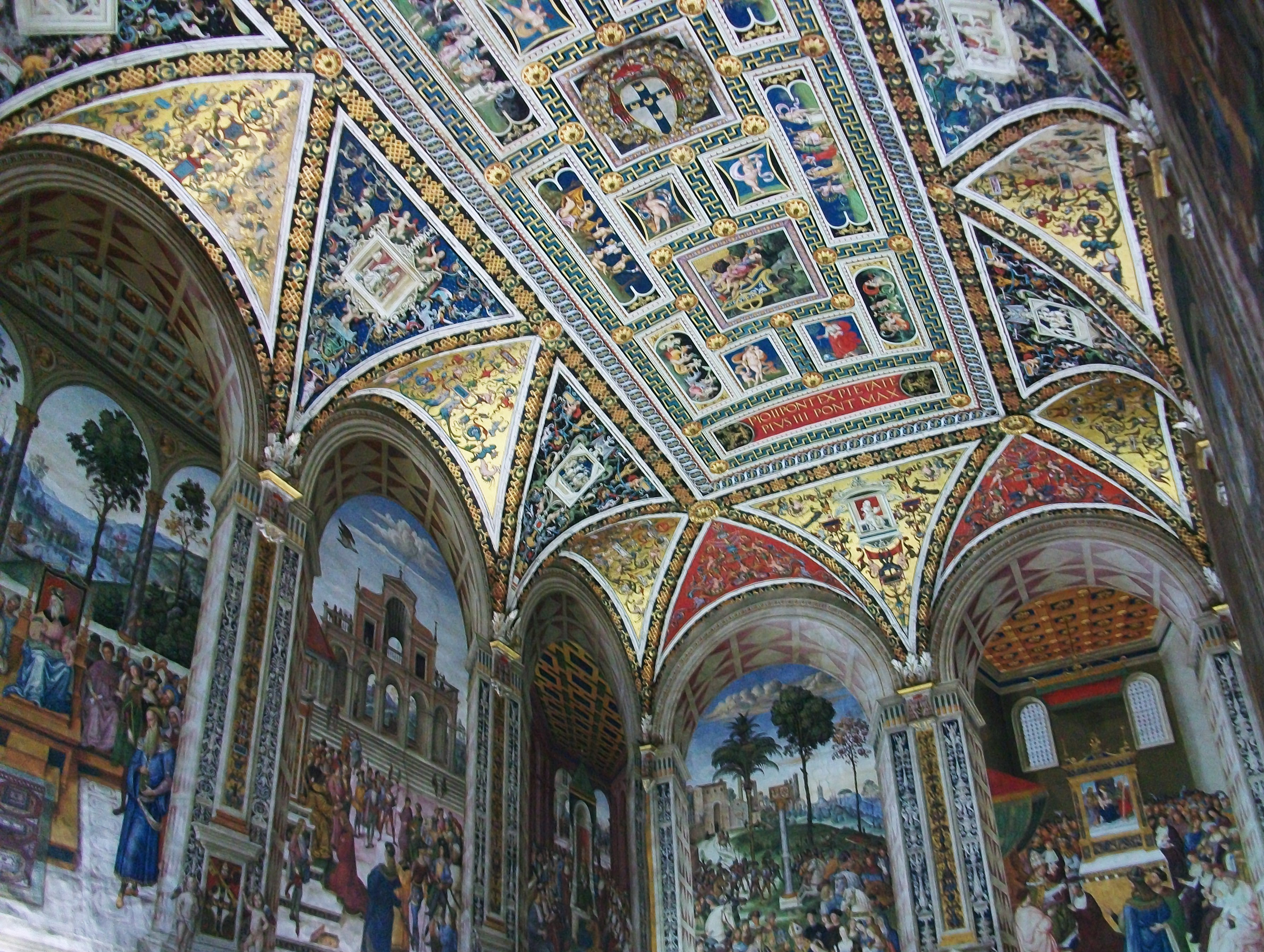
Бібліотека Пікколоміні в катедральному соборі, інтер'єр
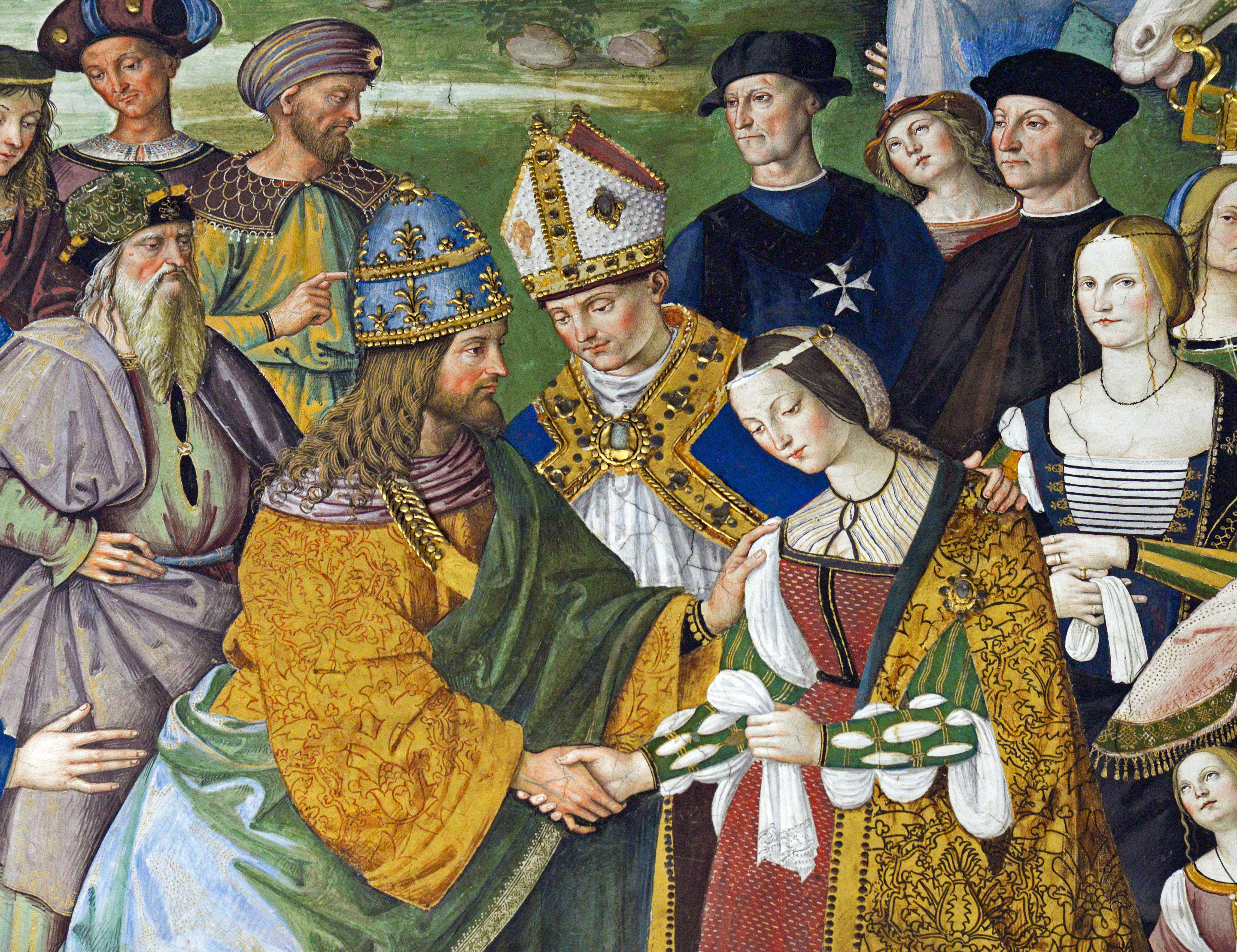
Деталь фрески Пінтурікіо в бібліотеці Пікколоміні
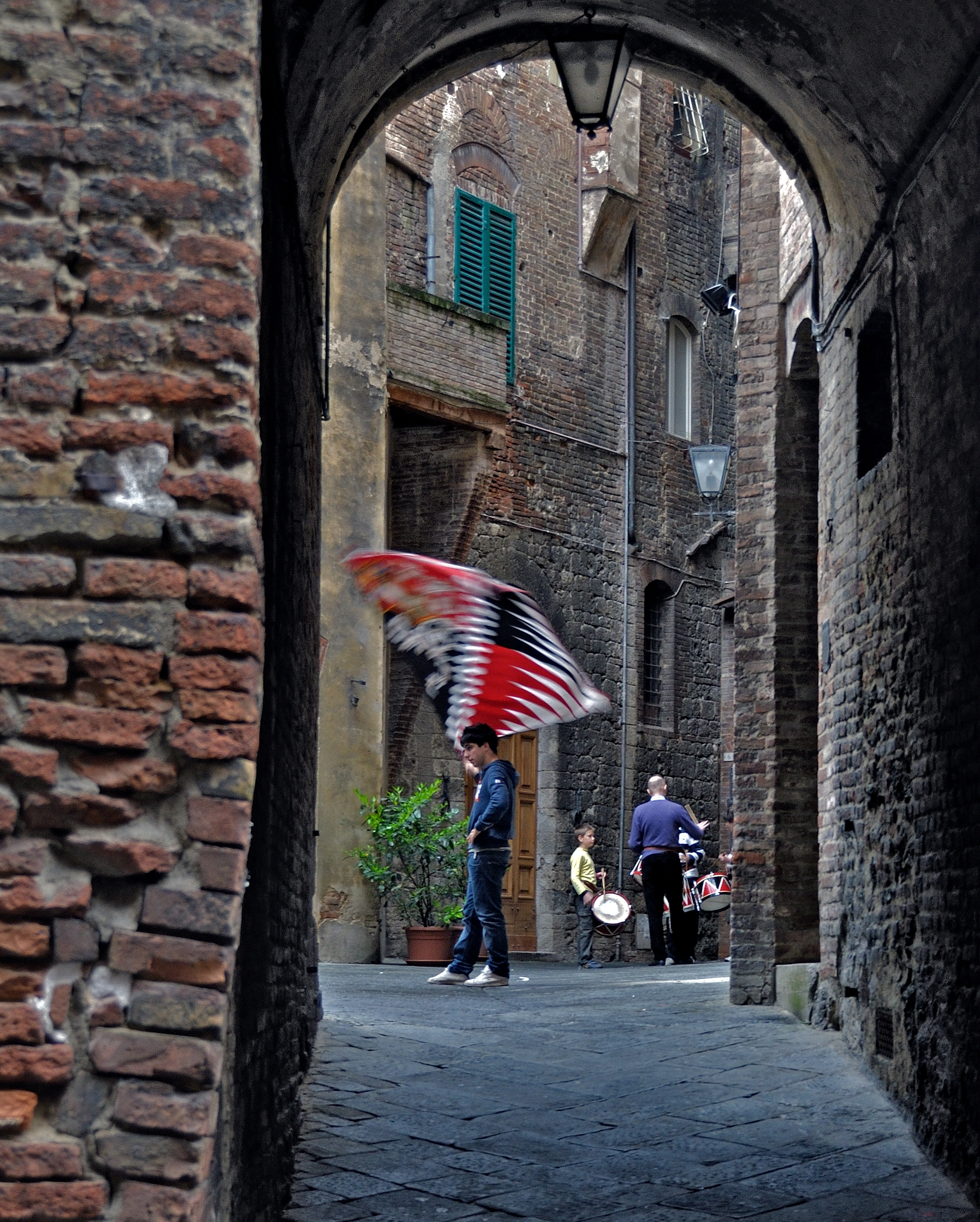
Тренування контради "Сова"
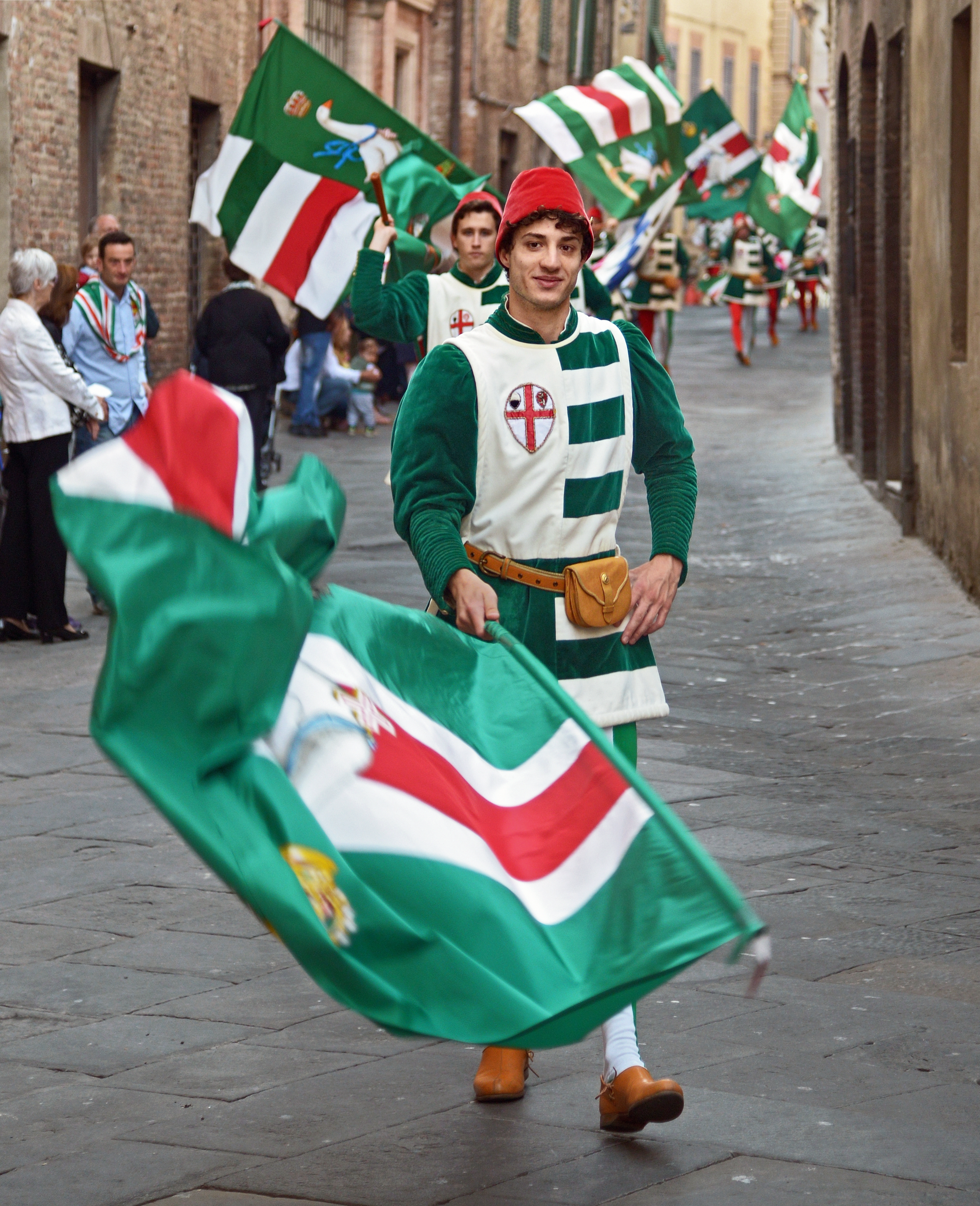
Процесія контради "Гусак"
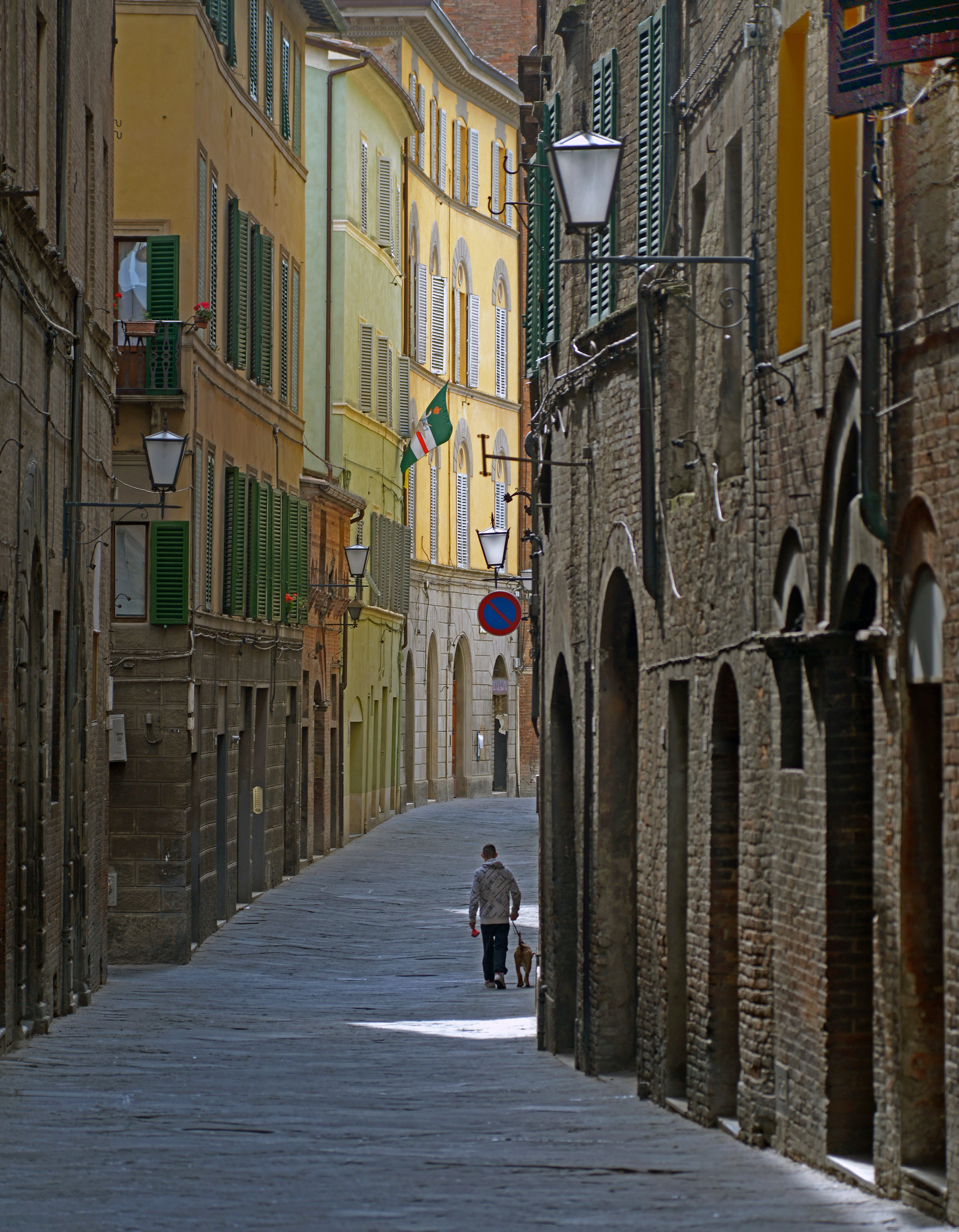
Ранок в Сієні
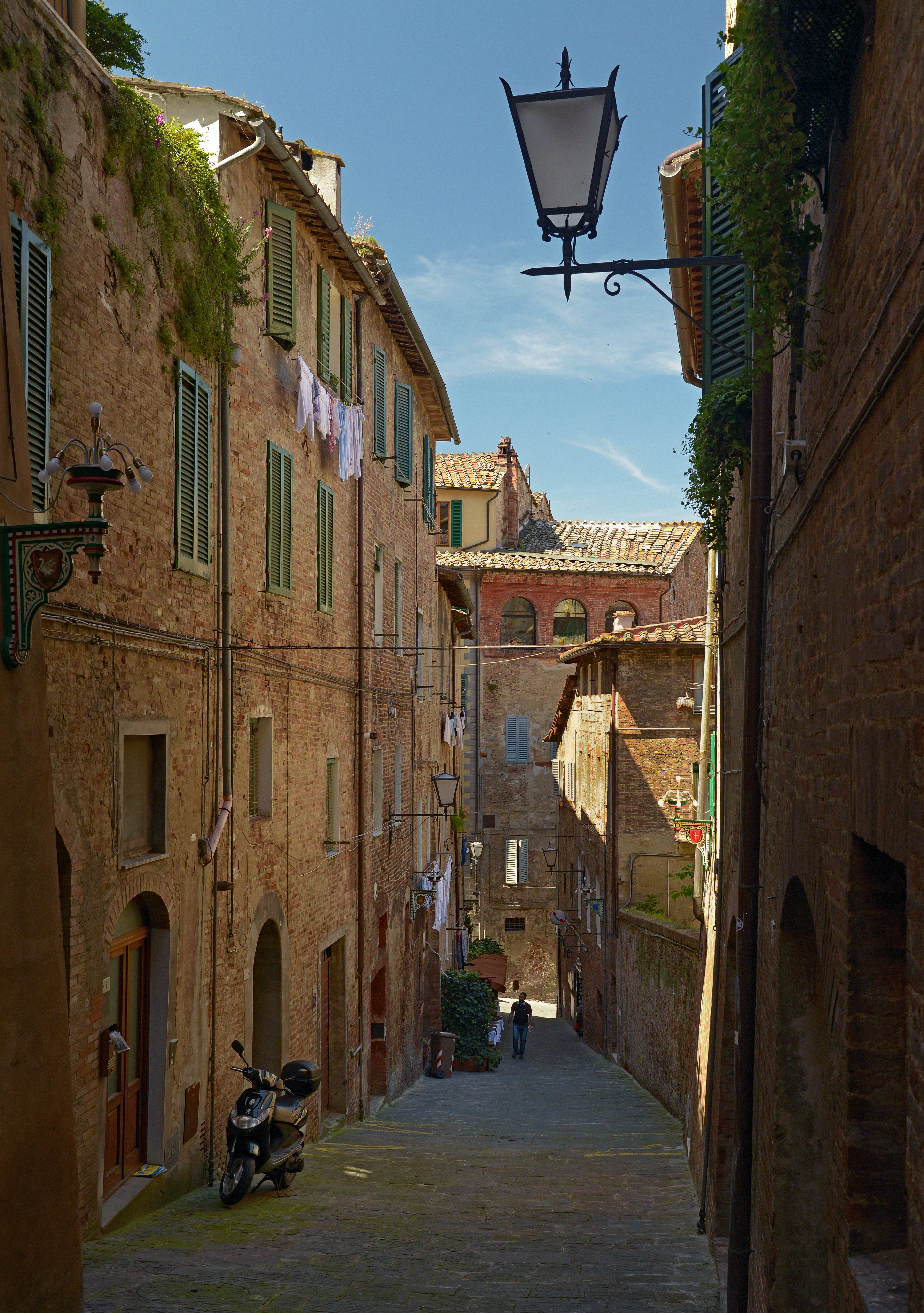
Полудень